# 苹婆槭
苹婆槭（学名：Acer sterculiaceum）为槭树科槭属下的一个种。

## 扩展阅读
- 維基物種上的相關：苹婆槭